# 霍萨埃纳
霍萨埃纳（Hosaena），又称霍萨伊纳（Hosaina），是埃塞俄比亚南部的一个城镇，具有“区”级别，目前是中埃塞俄比亚州和哈迪亚地区的首府。海拔2177米。该镇原属利莫区，现被其环绕。
该镇附近有道瓦贝洛石窟，这座石窟中的石柱表明它可能是一座未完工的独石教堂。1963年，古拉盖道路协会修建了一条全天候公路，通过韦尔基特和恩迪比尔将霍萨埃纳与亚的斯亚贝巴连接起来。根据原南方民族、部落和人民州财政和经济发展局的数据，截至2003年，霍萨埃纳拥有数字电话服务、邮政服务、24小时供电服务、1家银行和1家医院等设施。